# Wege eines Tierfilmers
Wege eines Tierfilmers ist ein Dokumentarfilm des DEFA-Studios für Dokumentarfilme für das Fernsehen der DDR von Siegfried Bergmann aus dem Jahr 1990.

## Handlung
Der PKW des Tierfilmers Siegfried Bergmann bleibt auf den verschlammten Feldwegen zu einem Drehort stecken. Während der Kameramann diese Situation, die so oder ähnlich immer wieder mal vorkam, aufnimmt, schafft es Siegfried Bergmann das Auto zu befreien. Ziel ist ein Tankwagen vom Typ IFA G5 auf dem sich in einer Nische der Karosserie ein Vogelnest mit Jungvögeln befindet. Der Tankwagen fährt den ganzen Tag über die Felder, um die dort fahrenden Traktoren zu betanken, die gesamte Zeit fahren die jungen Bachstelzen mit und lassen sich durch die Unebenheiten des Bodens durchschaukeln. Erst zum Feierabend auf dem Betriebshof kommen die Eltern und füttern ihren Nachwuchs. Nach einer Woche kann der selbst fliegen und damit ist das außergewöhnliche Ereignis beendet. Mit dieser Geschichte beginnt der Film, mit dem Siegfried Bergmann einige Beispiele seines Schaffens wiedergeben will. Es geht aber auch um den Artenschwund bedrohter Tierarten und Pflanzen, denn für jede Art besteht die potenzielle Gefahr ausgerottet zu werden.
Der nächste Beitrag kommt aus dem Naturschutzgebiet Gülper See an der Havel, an dem sich das Team regelmäßig zu Dreharbeiten, so auch für den 1971 fertiggestellten Film Die große Niederung, aufgehalten hat. Hier befindet sich für mehrere Arten von Wasservögeln die letzte Rastmöglichkeit auf ihrer Reise durch Europa. Alle Beteiligten erinnern sich noch heute an die vielen Geschichten, die die Aufnahmen begleiteten. So fütterten sie einige, von ihren Eltern verlassene, Sumpfohreulen und setzten ein Storchennest von einer zerfallenen Scheune auf einen Baum um. Für Dreharbeiten zur Beobachtung von Graugänsen auf dem Gülper See wurde ein Schwimmversteck gebaut, in dem der Tierfilmer mehrere Tage und Nächte ausharren wollte. Da Gänse bereits im März oder April brüten, sind die Temperaturen auch noch recht niedrig. Leider wurde das Versteck zu klein gebaut, so dass man sich nicht hinknien, aber auch nicht ausstrecken konnte, was den Aufenthalt erschwerte. Dann machte das Gelege der Gans Probleme, denn als sie einmal wegflog, natürlich nicht, ohne vorher die Eier zu tarnen, kamen zwei Krähen und wollten sich der Eier bemächtigen. Zum Glück kam die Gans rechtzeitig zurück, doch eine Krähe wollte keine Ruhe geben, bis sie merkte, dass sie keinen Erfolg verzeichnen konnte, zupfte zum Abschied der Ente an einer Schwanzfeder und verschwand. Als die kleinen Gänse dann geschlüpft waren, wusste man, dass sich der Aufwand gelohnt hatte.
Bei einer anderen Gelegenheit sollte ein 2000 m² großes Netz mit neun Raketen über eine Gruppe von Gänsen geschossen werden, um diesen weithin sichtbare Halsringe anzulegen. Alles war vorbereitet und als einer der beteiligten Biologen die Raketen zündete, gab es einen einsamen Knall und das Netz blieb liegen, die Gänse flogen aber fort. Bei der Ursachenforschung stellte sich heraus, dass das Zündkabel einen Mäusepfad kreuzte und durchgenagt wurde. Für eine dritte Aktion am Gülper See wurden die Dokumentarfilmer von befreundeten Ornithologen informiert, die herausbekamen, dass hier nach vielen Jahren wieder Trauerseeschwalben gesehen wurden. Da diesen die Voraussetzungen für das Brüten fehlten, kam der See dafür nicht mehr in Betracht. Die Ornithologen bauten nun mit den Filmleuten Nisthilfen, auf denen die Vögel ihre Nester bauen konnten und gemeinsam errichteten sie auch ein Versteck für den Kameramann in der Nähe der vorgesehenen Brutplätze. Leider hatte sich ein Seeschwalbenpärchen das Dach des Verstecks als Brutstätte ausgesucht, weshalb auf die Nutzung desselben verzichtet wurde. Schnell wurde eine etwas andere Tarnung gebaut, mit der das brütende Pärchen beobachtet werden konnte.
Auch im Atelier versuchen die Filmemacher der Natur so nahe, wie möglich zu sein. Um das Laichverhalten der Bitterlinge zu beobachten, wurden fünf Becken eingerichtet, in der Hoffnung, dass wenigstens in einem das geschieht, was für den Film gebraucht wird. Das Wichtigste was vorhanden sein muss, sind Muscheln, denn nur in denen können sich die abgelegten Eier entwickeln. Natürlich werden auch die Becken der Museen für die Filmaufnahmen genutzt. Manchmal hilft auch der Zufall, denn als im Aquarium des Potsdam-Museums Aufnahmen gemacht wurden, lieferten Havelfischer ein Meerneunauge ab, welches sich in einer Reuse verfangen hatte und seit 30 Jahren als verschollen galt. Im Meeresmuseum Stralsund wurde gerade gedreht, als Seepferdchen kurz vor der Geburt standen. Die Eier entwickeln sich geschützt in der Bauchtasche des Männchens und erst wenn sie alle geschlüpft sind, werden sie daraus entlassen. Nächtelang wartete das Team auf diesen Moment und hatte das Glück diesen Vorgang, der 45 Sekunden dauerte, zu filmen. In einer Endmoränenlandschaft bei Neubrandenburg bemühen sich viele Naturschutzhelfer, dass die Kröten auf ihrem Weg zu den Laichplätzen nicht überfahren werden. Um diesen Weg nachzuvollziehen klemmte sich Siegfried Bergmann einer Kröte an die Fersen und markierte diesen regelmäßig mit Trinkhalmen. Am Tage grub sich die Kröte ein, um dann in der zweiten Nacht die Wanderung fortzusetzen. In den Morgenstunden verlor sich ihre Spur, jedoch konnte auf Grund der bisher erfolgten Markierungen nach weiteren 300 Metern ein Laichgewässer gefunden werden.
Viele schöne Erlebnisse sind mit dem Küstenvogelschutzgebiet um die Insel Kirr im Barther Bodden verbunden. So wurde das Filmteam in einem Jahr an der Anlegestelle auf der Insel von einer Robbe empfangen, die das ganze Jahr dort blieb. Im folgenden Jahr waren es zwei  Seeadler die auf dem Festland die Aufmerksamkeit auf sich zogen. Damit Filmaufnahmen aus der Nähe gedreht werden konnten, wurde ein Versteck gebaut, welches bereits am Abend bezogen wurde, um am Morgen zum Filmen bereit zu sein. Am ersten Tag, es war gerade hell genug zum Drehen, kamen Fischer mit einem Motorboot zu den naheliegenden Reusen und verscheuchten so die Vögel. Am zweiten Tag kam genau zur gleichen Zeit ein bellender Hund angelaufen und es wurde wieder nichts mit den Aufnahmen. Am dritten Tag gab es Nebel und als der weg war, waren es auch die Vögel. Am vierten Tag waren die Vögel gar nicht erst erschienen. Am fünften Tag jedoch zeigte sich, dass sich der ganze Aufwand und das Warten in dem nasskalten Versteck gelohnt hatten.

## Produktion und Veröffentlichung
Die Erstausstrahlung des im Auftrag des Fernsehens der DDR vom DEFA-Studio für Dokumentarfilme, Gruppe Information, auf ORWO-Color hergestellten Farbfilms fand am 12. Mai 1990 im 1. Programm  des Deutschen Fernsehfunks statt. 